# Tour d'Aigrepont
La tour d'Aigrepont est un édifice situé à Châtel-de-Neuvre, en France.

## Localisation
La tour d'Aigrepont est située sur le territoire de la commune de Châtel-de-Neuvre, dans le département de l'Allier, en région Auvergne-Rhône-Alpes.

## Description
La tour d'Aigrepont est une construction féodale, la galerie haute permettait une vue assez étendue et commandait le passage de l'Allier à hauteur de Châtel-de-Neuvre. Haute de 14 m, de plan carré, avec des murs dont l'épaisseur varie de 1,50 m à 2,10 m. Les ouvertures présentent une disposition particulière : une des parois est taillée perpendiculairement au mur, l'autre est oblique. L'entrée de l'escalier, situé sous la tour, ne communique pas avec l'intérieur, mais avec l'extérieur. La tour était entourée de fossés en eau. Cette tour est un exemple de l'architecture militaire en Bourbonnais.

## Historique
L'édifice est inscrit au titre des monuments historiques en 1927.